# Siechenhaus (Bregenz)

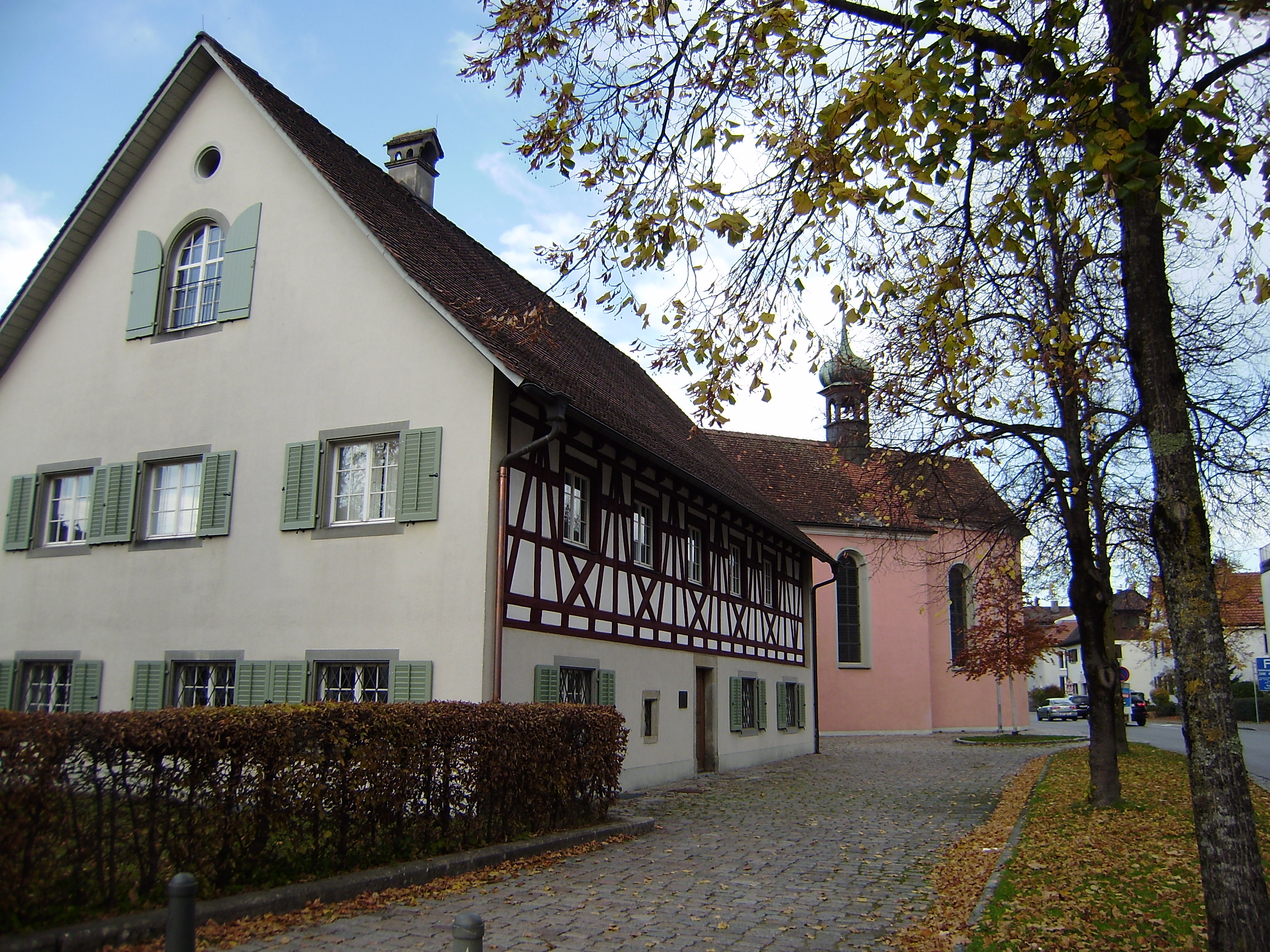
Siechenhaus mit Siechenkapelle

Das Siechenhaus in Bregenz im österreichischen Vorarlberg ist ein denkmalgeschütztes, zweigeschoßiges Gebäude und gilt als die erste geschlossene Fürsorgeanstalt der Stadt. Die Erbauung des Hauses wird im 13. Jahrhundert vermutet. Es beinhaltet ein damaliges Spital für Leprakranke, ein Badehaus und einen Kirchhof samt einer kleinen Siechenkapelle, die Graf Hugo XII. von Montfort gestiftet hat. Im Jahre 1664 wurde das Haus nach den Plänen des damaligen Bürgermeister Michael Kuen erneuert. Das Siechenhaus ist seit den Mitte 80er Jahren im Besitz des Vorarlberger Energieversorgungs- und -Dienstleistungsunternehmen illwerke vkw AG. Diese ließen es im Jahre 1992 unter der Leitung des Architekten Hans Purin mit der Berücksichtigung des Denkmalschutzes sanieren. Heute wird es von der illwerke vkw AG für kulturelle Veranstaltungen und unternehmensinterne Events genutzt.